# سیارک ۲۳۱۶۵
سیارک ۲۳۱۶۵ (به انگلیسی: 23165 Kakinchan، نامگذاری:2000GO81) بیست و سه هزار و صد و شصت و پنجمین سیارک کشف شده‌است که در ۶ آوریل ۲۰۰۰ کشف شد.
قدر مطلق سیارک برابر ۱۴.۱ است.